# گابریل گوری
گابریل گوری (انگلیسی: Gabriele Gori؛ زادهٔ ۱۳ فوریهٔ ۱۹۹۹) بازیکن فوتبال اهل ایتالیا است.
از باشگاه‌هایی که در آن بازی کرده‌است می‌توان به باشگاه فوتبال فیورنتینا اشاره کرد.
وی همچنین در تیم‌های ملی فوتبال زیر ۱۵ سال ایتالیا، زیر ۱۶ سال ایتالیا، زیر ۱۷ سال ایتالیا، زیر ۱۸ سال ایتالیا، زیر ۱۹ سال ایتالیا، و زیر ۲۰ سال ایتالیا بازی کرده‌است.